# エアバンド
エアバンド（AIR BAND：航空無線）は、AIR（=航空機用）とBAND（=周波数帯）の合成語である。航空機と空港または航空会社などの地上施設が無線通信する際に用いられる電波の周波数帯域のこと。航空無線機そのものを指す場合もある。なお、エアバンド（航空無線）を受信機で傍受して楽しむことを趣味とする者をエアバンドリスナー、及びその行為をエアバンドリスニングと呼ぶ。

## 概要
エアバンドは、空港における駐機場や誘導路・滑走路といった地上経路から、飛行中においてまでのあらゆる航空機と、それらを交通整理する航空管制機関、及び各航空会社とが情報交換したりするための無線周波数帯である。航空無線の受信は、各国において対応が様々であり、軍事機密により、無線機の所持だけで違法になる国もある（中国や北朝鮮などの共産国）。特に中国ではこういった自由はない。
日本でのエアバンドリスニングは受信自体は合法であるが、通信の存在または内容の漏洩、大音量のスピーカーを使用した放送や公開、窃用は電波法の守秘義務違反になる。ただし、電波法の規定は「特定の相手型に対して行われる通信」のため、空港から各飛行機に一方的に送信するATISはその限りではない。エアバンドのATISにて送信される気象情報や滑走路の状況などの情報は守秘義務がない。
受信機器も一般に幅広く販売されており、尚且つ受信も容易であることから、幅広い年齢層に親しまれている。

## 受信機

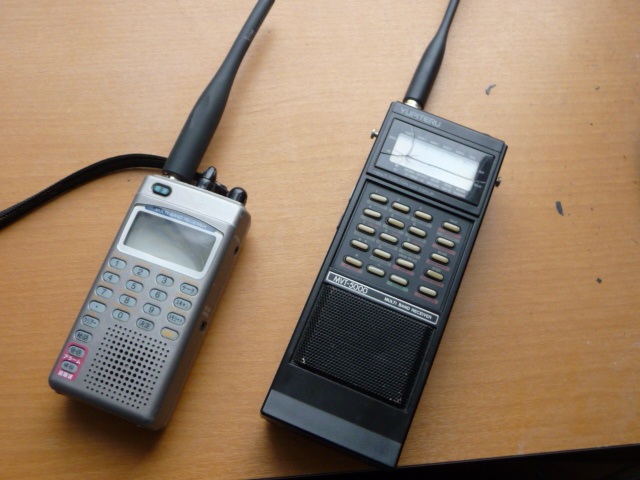
市販の受信機器の一例（ユピテル製）

広帯域受信機（ワイドバンドレシーバー）や専用のエアバンドレシーバーなどに専用のアンテナを接続し、周波数を合わせる事でエアバンドを受信することができる。電波型式は全搬送波両側波帯であり中波ラジオ放送と同じ振幅変調(AM)、周波数ステップは25kHz（割り当て上は8.33kHz）であり、108～136MHzの範囲を受信できるものであればよい。なお、108～118MHzの間は超短波全方向式無線標識(VOR)を受信することになり、音声通信は118～136MHzの範囲である。受信機には、固定機、車載機（モービル機）、携帯機（ハンディー機）の種類があり、使用場所、機能、価格などにより選択される。
また、アマチュア無線機の受信周波数を改造して受信する方法もあるが、近年発売されたモービル機・ハンディー機の機種には、設計段階から広帯域受信機能が内蔵されている機種も存在する。ただし、その場合は設定できる電波型式が限られていることがある。
アンテナには、ディスコーンアンテナ、GPアンテナ、八木アンテナ、対数周期アンテナ（ログペリオディックアンテナ）、ホイップアンテナなどの種類がある。
特殊な受信方法として、古くは市販のFMラジオ放送受信機の同調回路のコイルのインダクタンスを変更し周波数拡張する方法や、最近では一部のワンセグチューナーとソフトウェア無線(SDR)ソフトを用いて、パソコンを利用し受信する方法もある。